# Biserica Mărturisitoare

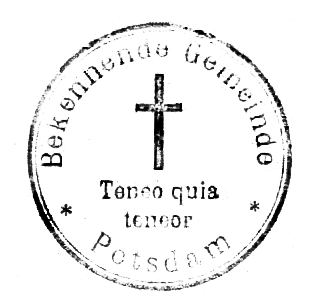
Ștampilă a Bisericii Mărturisitoare, cu deviza Teneo quia teneor (Țin, pentru că sunt ținut)

Biserica Mărturisitoare (în germană Bekennende Kirche) a fost o grupare de opoziție în interiorul Bisericii Evanghelice din Germania, grupare care s-a opus realizării unei biserici marionetă a celui de-al Treilea Reich, sub numele de „Deutsche Evangelische Kirche⁠(en)[traduceți]” (DEK - Biserica Evanghelică Germană).
Numeroși reprezentanți ai Bisericii Mărturisitoare au fost arestați și executați de poliția politică Gestapo. Între aceștia s-au numărat Dietrich Bonhoeffer și Paul Schneider.
Pastorul Martin Niemöller a supraviețuit detenției.